# Nelsonophryne aterrima
Nelsonophryne aterrima é uma espécie de anfíbio da família Microhylidae.
Pode ser encontrada nos seguintes países: Colômbia, Costa Rica, Equador e Panamá.
Os seus habitats naturais são: florestas subtropicais ou tropicais húmidas de baixa altitude, regiões subtropicais ou tropicais húmidas de alta altitude, pântanos, marismas de água doce e marismas intermitentes de água doce.
Está ameaçada por perda de habitat.